# Privatbrauerei Hofmann
Die Privatbrauerei Hofmann ist eine Brauerei in Pahres, einem Gemeindeteil von Gutenstetten im mittelfränkischen Landkreis Neustadt an der Aisch-Bad Windsheim. Sie ist zusammen mit anderen kleinen Brauereien der Region Mitglied der Aischgründer Bierstraße.

## Geschichte
Die Brauerei wurde 1663 in Pahres gegründet und befindet sich seitdem in Familienbesitz. Bis in die erste Hälfte des 20. Jahrhunderts wurden von ihr nur Kunden aus Pahres beliefert. Als 1956 Friedrich Hofmann den Betrieb übernahm, begann ein stetiges Wachstum. Seit 2000 ist Georg Hofmann Chef der Brauerei, die heute zu den größten Brauereien in Westmittelfranken zählt.

## Produkte
Die Produktpalette der Brauerei Hofmann umfasst 18 verschiedene Biersorten, von denen einige nur saisonal erhältlich sind.
Folgende Sorten werden ganzjährig oder saisonal eingebraut:
- Helles Landbier
- Hopfengold
- Lagerbier
- Weißbier
- Festmärzen
- Alt Pahreser Dunkel
- Radler
- Pils
- Helles
- HellDorado
- NaturRadler
- Ex
- Weizenbock (saisonal erhältlich ab Aschermittwoch)
- Jubeltrunk (saisonal erhältlich ab Anfang März)
- Maibock (saisonal erhältlich ab eine Woche vor dem 1. Mai)
- Kerwabier (saisonal erhältlich ab Pfingstdienstag)
- Doppelbock (saisonal erhältlich ab Oktober)
- Weihnachtsfestbier (saisonal erhältlich ab Pelzmertel)

## Rezeption
Das Hopfen Gold erhielt 2011 die Goldmedaille des European Beer Star in der Kategorie German Style Pilsner.